# Felix Hollenberg

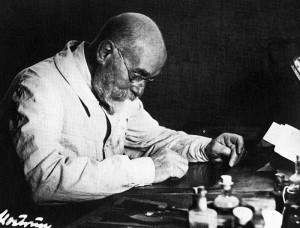
Felix Hollenberg: Selbstbildnis

Felix Hollenberg (* 15. Dezember 1868 in Sterkrade; † 28. April 1945 Gomadingen) war ein deutscher Maler und Radierer. Er gehört zu den bedeutenden Landschaftsradierern des 19./20. Jahrhunderts.

## Leben
Felix Hollenberg war ein Sohn des Ingenieurs August Hollenberg (1835–1900). Seine schulische Ausbildung bekam er im elterlichen Hause. Von seinem künstlerisch begabten Vater erhielt er auch die erste Anleitung zum Zeichnen und Aquarellieren. Von 1887 bis 1888 besuchte er die Zeichenklasse von Heinrich Lauenstein an der Kunstakademie Düsseldorf. Seine definitive Aufnahme in die Akademie wurde von Lehrerkollegium jedoch abgelehnt. Im Frühjahr 1888 verlegte die Familie ihren Wohnsitz nach Stuttgart, wo der Vater eine neue Stellung als Schriftleiter einer technischen Zeitschrift antrat. Ab 1888 studierte Hollenberg an der Stuttgarter Kunstschule bei Jakob Grünenwald und Albert Kappis. Seit der Zeit seines Studiums pflegte er freundschaftliche Beziehungen zu den Malerkollegen Erwin Starker und Friedrich Zundel sowie des letzteren Ehefrau Clara Zetkin. 1891 leistete Hollenberg seinen Dienst als Einjährig-Freiwilliger. 1896 beendete er sein Studium, um sich als freischaffender Künstler in Stuttgart niederzulassen.

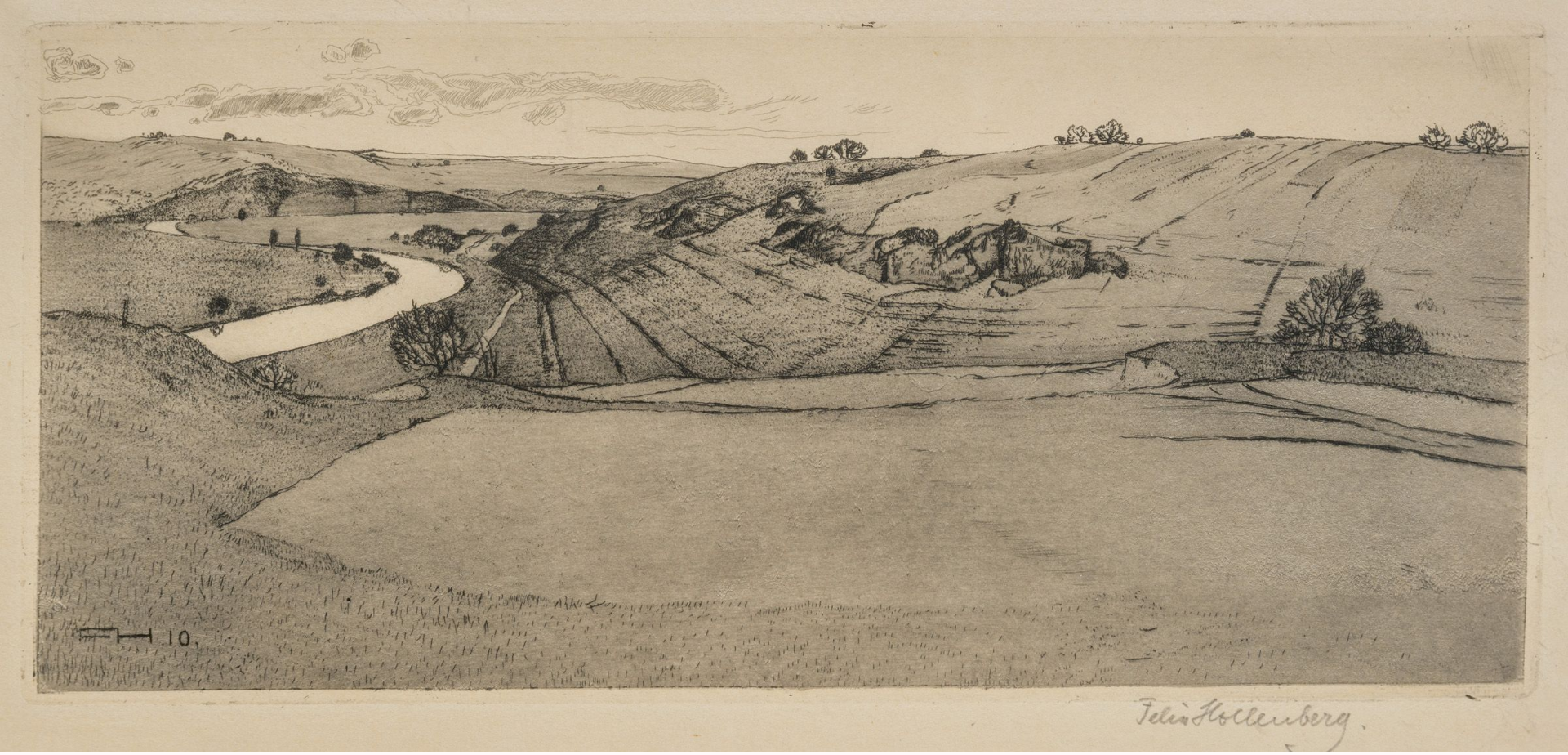
Vorfrühlingsabend über der Schwäbischen Alb, Radierung, 1910

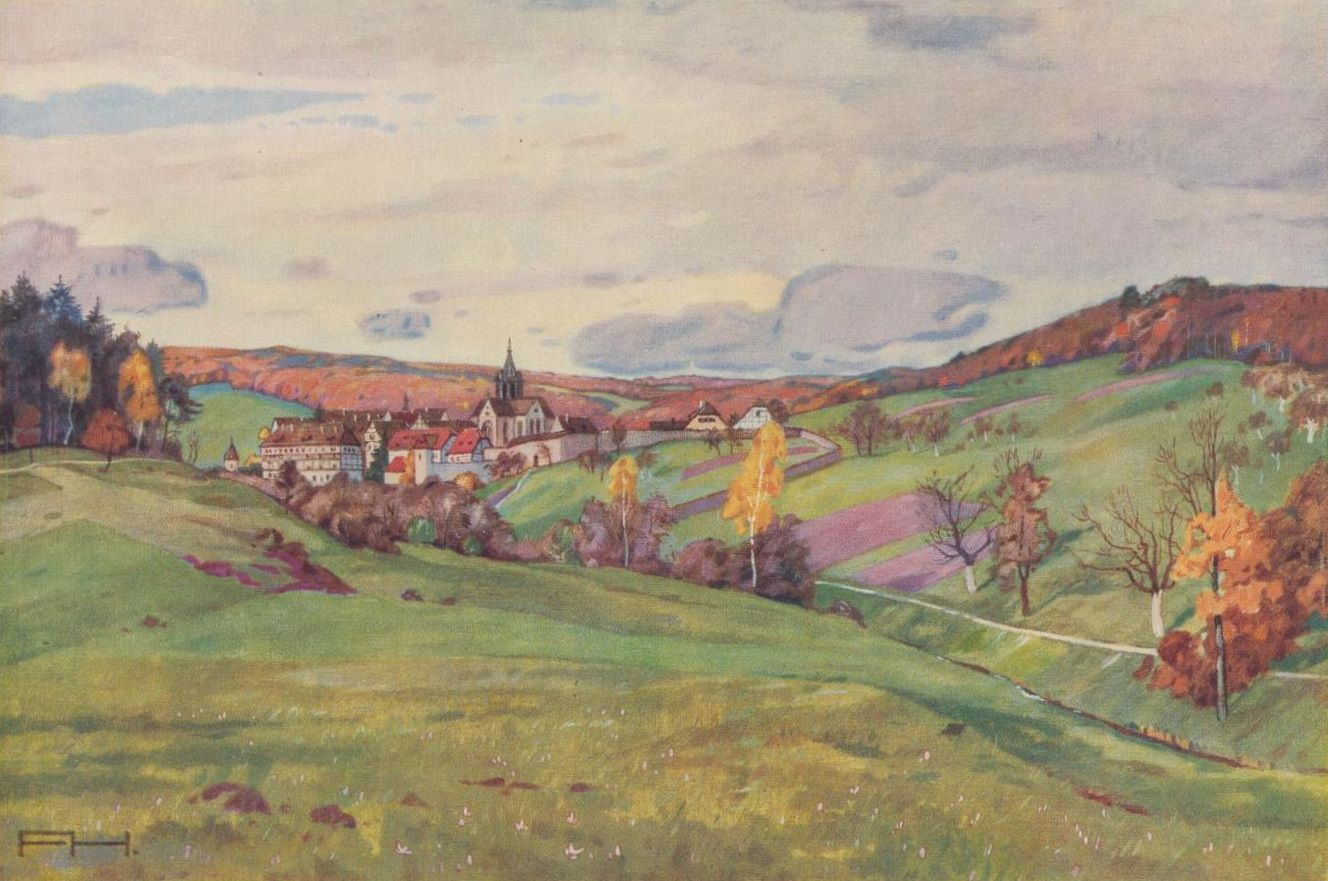
Bebenhausen bei Tübingen, Ölgemälde

Hollenberg fokussierte sich auf Landschaftsmalerei und Radierungen. Für seine Radierung „Nach Sonnenuntergang“ wurde er auf der Pariser Weltausstellung 1900 mit einer Goldmedaille ausgezeichnet. 1901 kaufte die Stuttgarter Kupferstichsammlung 15 Zeichnungen und Radierungen an. Die Staatsgalerie Stuttgart erwarb 1906 das Ölgemälde „Mittag im Mai“. Hollenberg selbst führte seit 1905 für sein grafisches Werk ein „Verzeichnis der Originalradierungen“.
Seit 1907 war Hollenberg mit der Konzertsängerin und Pianistin Erna Bienemann verheiratet, mit der er drei Kinder hatte.
Seit 1916 arbeitete Felix Hollenberg am Handbuch für Malerradierer. Durch das Studium alter Handbücher und aufgrund eigener Erfahrungen wollte er die technischen Finessen der Ätzkunst vermitteln.
Felix Hollenberg fand die „intime“ Schönheit heimatlicher Landschaft. Sein Werk gilt als Bindeglied zwischen der impressionistischen Grafik Liebermanns und jener der Expressionisten. Er zeichnete seine Motive oft im Freien nach der Natur direkt in die Platte.

## Ehrungen
- 1939: Ehrenmitglied des Bundes für Heimatschutz in Württemberg und Hohenzollern[1]

## Museen
Das Kunstmuseum Albstadt ist im Besitz von über 1000 Arbeiten Hollenbergs, die in wechselnden Ausstellungen gezeigt werden.
Die Felix-Hollenberg-Galerie im Rathaus Gomadingen zeigt in einer ständigen Ausstellung 350 Grafiken, Gemälde und Aquarelle aus allen Schaffensphasen des Künstlers. Die Motive stammen besonders aus der Umgebung Gomadingens, dem Lautertal und der Schwäbischen Alb.
Das Museum Voswinckelshof und das Stadtarchiv Dinslaken verfügen inzwischen (Stand Mai 2021) durch eigene Ankäufe und mehrere Schenkungen über einen Bestand von mehr als 400 Radierungen und Ölgemälden Hollenbergs (Sammlung Hans Blankenhorn, Gomadingen) sowie über eine komplette Sammlung seiner Exlibris (Sammlung Lotze, Stuttgart). Zwischen 2018 und 2023 war Felix Hollenberg eine eigene Abteilung in der stadtgeschichtlichen Dauerausstellung im Museum gewidmet, die jährlich aktualisiert wurde. Künftig soll es nur noch Sonderausstellungen mit Werken von Hollenberg im Museum Voswinckelshof geben. Die im Museum Voswinckelshof zu Dinslaken in Zusammenarbeit mit dem Kunstmuseum Albstadt gezeigte Sonderausstellung zu Hollenbergs 150. Geburtstag ist online nicht mehr erreichbar.

## Felix-Hollenberg-Preis
Das Kunstmuseum Albstadt (bis 2015 Galerie Albstadt) vergibt seit 1992 regelmäßig den Felix-Hollenberg-Preis für Druckgraphik unter besonderer Berücksichtigung der Radierung an zeitgenössische Künstler. Der Preis wurde gestiftet von Frau Schad-Hollenberg und der Stadt Albstadt.
- 1992: 1. Felix-Hollenberg-Preis an Jürgen Palmtag
- 1994: 2. Felix-Hollenberg-Preis an Dietrich Klinge
- 1997: 3. Felix-Hollenberg-Preis an Thomas Ruppel
- 1999: 4. Felix-Hollenberg-Preis an Petra Kasten
- 2001: 5. Felix-Hollenberg-Preis an Hanns Schimansky
- 2004: 6. Felix-Hollenberg-Preis an Ulrich Brauchle
- 2008: 7. Felix-Hollenberg-Preis an Thomas Meier-Castel
- 2012: 8. Felix-Hollenberg-Preis an Saskia Schultz
- 2016: 9. Felix Hollenberg-Preis an Kerstin Franke-Gneuß

## Publikationen
- Karl Hesselbacher: Vom Vaterland der Treue – Schlichte Lebensbilder. Illustriert von Felix Hollenberg. Verlag der Evang. Gesellschaft, Stuttgart 1912.
- Adolf Koelsch: Durch Heide und Moor. Illustriert von Felix Hollenberg. Kosmos, Stuttgart 1910.
- Viktor Bruns (Hrsg.): Württemberg unter der Regierung König Wilhelms II. Mit 2 Porträttafeln und 20 Federzeichnungen von Felix Hollenberg. Deutsche Verlags-Anstalt, Stuttgart 1916.
- Auf Agnes Günthers Spuren. Sechs Landschaften aus Langenburg und Umgebung nach Aquarellen. J. F. Steinkopf, Stuttgart 1916.
- Gesellschaft für Vervielfältigende Kunst (Hrsg.): Die graphischen Künste. XXXVII. Jahrgang. Wien 1914, Mit ca. 150 s/w. Illustr. (Kunst u. Kunstgesch.) u. mit 10 Original-Radierungen / Ex-Libris (P. Halm, Hans Meid, Alois Kolb, E. Wolfsfeld, R. Lux, v. Kempf, Felix Hollenberg, S. Lipinsky).
- Zwölf Bilder von der Schwäbischen Alb. Mit einem Begleitwort von Hans Reyhing. J. F. Steinkopf, Stuttgart o. J., ca. 1925.
- mit Walter Rabe (Bearb.): Radierung. Ätzkunst und Kupfertiefdruck. Mit 40 Abbildungen im Text und 8 Tafeln. Otto Maier, Ravensburg 1962.
- Handbuch für Malerradierer – Das Radieren, die Ätzkunst, der Kupferdruck. Hrsg. von Anette Michels. Deutscher Kunstverlag, München / Berlin 2008, ISBN 978-3-422-02148-8.